# Адам фон Дитрихщайн
Адам фон Дитрихщайн (на немски: Adam, Freiherr von Dietrichstein; † 5 януари 1590 в Микулов/Николсбург, Моравия, Чехия) е австрийски благородник, фрайхер от род Дитрихщайн, императорски дипломат на Хабсбургите, дворцов майстер на Рудолф II.

## Биография

### Произход
Роден е на 17 октомври 1527 година в Грац, Хабсбургска монархия. Той е вторият син на 1. фрайхер Зигмунд фон Дитрихщайн, господар на Холенбург, Финкеншайн и Талбург (* 12 февруари 1480; † 29 май 1533) и съпругата му Барбара фон Ротал (* ок. 1500; † 31 март 1550), извънбрачна дъщеря на император Максимилиан I фон Хабсбург (1459 – 1519) и Маргарета фон Рапах († 1522). Внук е на Панкрац фон Дитрихщайн (1446 – 1508) и на Барбара Гусл († 1518). Той е (нелегитимен) братовчед на император Карл V и Фердинанд I. Брат е на фрайхер Зигисмунд Георг фон Дитрихщайн (1526 – 1593).

### Дипломат и посланик
Адам фон Дитрихщайн отива млад като стюард в двора на император Фердинанд I. Той изпълнява дипломатически мисии.
През 1563 г. крал Максимилиан II го прави главен дворцов майстор. Той става посланик в двора на испанския крал Филип II. През 1572 г. Адам представя император Максимилиан II в Унгария.

### Последни години
След смъртта на Максимилиан II († 1576) се оттегля в замък Микулов, Моравия, и става учител на императорските синове.
Адам умира на 5 януари 1590 г. на 62-годишна възраст в замъка Микулов. Погребан е в катедралата Свети Вит в Прага до император Максимилиан II.
Носител е на Ордена на Златното руно.

## Фамилия
Адам фон Дитрихщайн се жени през 1553 г. в Прага за херцогиня дона Маргарета Фолк де Кардона (* ок. 1535; † 23 февруари 1609, Мадрид), дъщеря на дон Антонио Фолк де Кардона († 1549), вицекрал на Сардиния, и Мария де Реквезанс (* ок. 1500). Те имат 14 деца:
- Мария (* 1554; † сл. 1584), омъжена I. на 5 юли 1568 г. за Балтазар де Мендоца граф де Галба († 1578), II. 1584 г. за Дон Жуан де Бория Маноел, 2 маркиз де Наварес († 29 септември 1588)
- Антон (* 1555; † ок. 1555)
- Анна (* 1558; † сл. 1582), омъжена 1582 г. за Антонио де Фонсека, граф де Виланова
- Зигмунд (II) фон Дитрихщайн (* 1560; † 1602), граф на Дитрихщайн, фрайхер фон Холенбург, женен I. ок. 1584 г. за низвестна, II. на 4 януари 1594 г. за Йохана дела Скала д'Амеранг/ фон дер Лайтер (* 2 май 1574; † 17 август 1649, Титмонинг), наследничка на Амеранг, дъщеря на Йохан Вармунд дела Скала, принц ди Верона (* 1544; † 1592) и Елизабет фон Турн († 1579); баща на княз Максимилиан фон Дитрихщайн-Николсбург (1596 – 1655).
- Антон (* 1563; † 1564)
- Хиполита (* 1564; † 1595), омъжена 1580 г. за Алварез де Кордоба
- Йохана (* 1565; † 1570)
- Максмилиан (* 1569; † 25 март 1611), женен I.1581 г. за фрайин Кристина Крузич фон Маренфделс († 14 септември 1586), II. на 3 ноември 1599 г. за Жаклина де Хенин-Лиетард
- Карл Зигизмунд (* 1586, +1597)
- Франц Сераф фон Дитрихщайн (* 22 август 1570, Мадрид; † 19 септември 1636, Бърно), кардинал, епископ на Оломоуц (1599 – 1636) в Моравия, 1624 г. имперски княз
- Беатрикс (* 1571; † 1631), омъжена 1600 г. за Франческо Мендоцза, маркиз де Монтегар († 1604)
- Елизабет (* 1572; † 1580)
- Маргарета (* 1573; † 1582)
- Мариана (* сл. 1574; † млада сл. 1574)